# Balázs Andrea (színművész)
Balázs Andrea (Endrőd, 1978. augusztus 28. –) magyar színésznő.

## Életpályája
2002-ben végzett a Shakespeare Színművészeti Akadémián. Tanárai voltak: Kishonti Ildikó, Hűvösvölgyi Ildikó, Esztergályos Károly, Nagy Viktor, Szakály György, Bakó Gábor, Tímár Éva. 2002-től tagja a Pesti Művészszínháznak, 2003-tól rendszeresen játszik a Karinthy Színházban, melynek 2023-tól hivatalosan is tagja. 2005-től tagja az Ivancsis Ilona és Színésztársainak, 2018-tól pedig a Veres 1 Színházban is játszik.
Országos ismertségre a CBA (Príma) üzletlánc reklámarcaként tett szert 2017-ben mint „Kasszás Erzsi”.
2017. július 3-án a FEM3 reggeli műsora, a FEM3 Café egyik vendég műsorvezetője lett.
2017-ben a LiChi Tv-n "Az ország tortája" című műsor műsorvezetője
2017-től a Talent Studio oktató tanára.
2018-ban A nagy duett című műsor 6. évadának győztese Horváth Tamással.
2018-ban a Csak show és más semmi! egyik zsűritagja.
2020-ban szerepelt a Konyhafőnök VIP-ban.
2022-ben a Duna Csináljuk a fesztivált! című műsorának első és második évadában zsűritag.

## Szerepei

### Színpadi szerepei[10]
- A három sárkány - szereplő - bemutató: Gózon Gyula Kamaraszínház
- A kis hableány - színész - bemutató: 2005. október 2. Karinthy Színház
- A kis hableány - színész - bemutató: 2006. január 29. Fogi Színháza
- A napsugár fiúk - színész - bemutató: 2008. október 3. Karinthy Színház
- A Négyszögletű Kerek Erdő - színész - Gózon Gyula Kamaraszínház
- Acélmagnóliák (Nők búra alatt) - színész - bemutató: 2006. október 21. Száguldó Orfeum
- Az ördög nem alszik - színész - Fogi Színháza
- Bambi - színész - Fogi Színháza
- Butaságom története - színész - bemutató: 2005. október 28. Karinthy Színház
- Cabiria éjszakái - színész - bemutató: 2010. szeptember 24. Karinthy Színház
- Dollárpapa - színész - bemutató: 2007. október 4. Karinthy Színház
- Dr. Bubó - színész - bemutató: 2002. október 1. Fogi Színháza
- Fiatalság bolondság - színész - bemutató: 2008. július 11. Fogi Színháza
- Gyere haza Mikkamakka! - színész - Latabár Színház
- "Ha én felnőtt volnék" - szereplő - Városmajori Szabadtéri Színpad
- Ha én felnőtt volnék - színész - Bujtor István Szabadtéri Színpad
- Ha én felnőtt volnék - szereplő - bemutató: 2005. október 8. Merlin Színház
- Hat celeb keres egy szorzót - színész - bemutató: 2010. február 19. Karinthy Színház
- Hippolyt, a lakáj - színész - bemutató: 2011. január 28. Karinthy Színház
- La Mancha lovagja - színész - bemutató: 2005. augusztus 4. Óbudai Társaskör
- Leánykereskedő - színész - bemutató: 2007. március 8. Karinthy Színház
- Lili bárónő - színész - Városmajori Szabadtéri Színpad
- Lovagias ügy - színész - bemutató: 2012. szeptember 7. Karinthy Színház
- Luxemburg grófja - ének - Bartók Kamaraszínház és Művészetek Háza
- Marilyn Monroe csodálatos halála - színész - bemutató: 2012. október 12. Karinthy Színház
- Micimackó meséi - színész - bemutató: 2004. október 2. Fogi Színháza
- Mona Marie mosolya - színész - bemutató: 2012. július 24. Gergely Theáter
- Négy férfi gatyában - színész - Fogi Színháza
- Női furcsa pár - színész - Száguldó Orfeum
- Originál ungaris, avagy szabad a csók! - színész - bemutató: 2007. április 5. Műhelymunka Társulat
- Őrült nász avagy esküvő a lokálban - színész - bemutató: 2005. december 16. Karinthy Színház
- Prima Donna, A Balaton Csillaga - színész - bemutató: 2010. december 31. Karinthy Színház
- Sok hűhó - színész - bemutató: 2007. június 22. Benkő Gyula Színház
- Suszter és a karácsonyi manók - színész - bemutató: Fogi Színháza
- Süt a Hold - színész - Karinthy Színház
- Szegény Dániel - színész - bemutató: 2012. január 27. Karinthy Színház
- Szent Péter esernyője - színész - bemutató: 2011. december 16. Karinthy Színház
- Szerelem@Könyv.hu - színész - bemutató: 2006. december 20. Karinthy Színház
- Szeressük egymást - színész - bemutató: 2004. október 29. Karinthy Színház
- Tisztelt Ház - színész - bemutató: 2009. március 19. Karinthy Színház
- Tortúra - színész - Karinthy Színház
- Vörös ördögök - színész - Bakelit
- Vuk - színész - Gózon Gyula Kamaraszínház
- Vuk - színész - Fogi Színháza
- Zsákbamacska - színész - bemutató: 2004. július 1. Óbudai Társaskör
- 5 Nő az esőben - színész - bemutató: 2010. július 2. Száguldó Orfeum
- Az ördög - színész - bemutató: 2013. november 15. Karinthy Színház
- Én, Te őt! - színész - bemutató: 2013. szeptember 13. Karinthy Színház
- Nők - színész - bemutató: 2013. december 20. Karinthy Színház
- Vörös Ördögök - színész - bemutató: 2013. június 10. Bakelit Multi Art Center
- A madarász - színész - bemutató: 2013. július 26. Városmajori Szabadtéri Színpad
- Te csak pipálj, Ladányi! - színész - bemutató: 2014. február 14. Karinthy Színház
- Whisky esővízzel - színész - bemutató: 2014. szeptember 19. Karinthy Színház
- Nyitott ablak - színész - bemutató: 2014. október 31. Karinthy Színház
- Helyet az ifjúságnak - színész - bemutató: 2015. szeptember 19. József Attila Színház
- A nadrág - színész-  bemutató: 2015. november 13. Karinthy Színház
- Marica grófnő -színész- bemutató: 2015. december 11. Dáma Díva produkció
- Gőzben - színész - bemutató: 2016. február 12. Karinthy Színház
- Rozsda Lovag és Fránya Frida - színész - bemutató: 2016. szeptember 10. Karinthy Színház
- Tortúra -színész- bemutató: 2017. január 13. Karinthy Színház
- A mi kis városunk - színész- bemutató: 2017. szeptember 29. Karinthy Színház
- Az ördög - színész - bemutató: 2017. november 15. Karinthy Színház
- Margarida Asszony - színész - bemutató: 2018. szeptember 14. Karinthy Színház
- Alíz csodaországban - színész - bemutató: 2018. december 14. Karinthy Színház
- Csoportterápia - színész - bemutató: 2019. január 19. Veres 1 Színház[11]
- A Mézga család - színész - bemutató: 2019. április 15. Concert Europe[12]
- Lököttek - színész - bemutató: 2019. szeptember 27. Karinthy Színház
- Tóték - színész - bemutató: 2019. október 25. Veres 1 Színház
- Félőlény - színész- bemutató: 2019. december 14. Karinthy Színház
- Acélmagnóliák - színész - bemutató: 2020. október 24. Veres 1 Színház
- Fat Pig - Kövér disznó - színész - Bemutató 2022. január 28. Karinthy Színház

### Filmes szerepei[13]
- Kaméleon (2008)
- Rövid, de kemény... életem (2008)
- Argo 2 (2015)
- Hagyaték (2015)
- Liza, a rókatündér (2015)
- Seveled[14] (2019)
- Frici & Aranka (2022) ...Guthi Erzsi
- Memento mori – A váci legenda (2023)

### Televíziós szerepei
- Casino (2011)
- Csak színház és más semmi (2015–2016)
- Tömény történelem (2017)
- Egyszer volt Budán Bödör Gáspár (2020)
- Apatigris (2021)
- Hotel Margaret (2022)
- Drága örökösök – A visszatérés (2022–)
- Cella – Letöltendő élet (2023)

## Magánélete
Párja 2002 óta Ridzi Gábor. Hárman voltak testvérek, fiatalabb nővérét egy részeg sofőr gázolta halálra hétévesen.

## Díjai
- Hollósi Frigyes-díj (2025)[16]